# Poço de José de Moura
Pour les articles homonymes, voir Poço.
Poço de José de Moura est une ville brésilienne du nord-ouest de l'État de la Paraíba.
Sa population était estimée à 3 959 habitants en 2007. La municipalité s'étend sur 98 km2.